# Мајнлојс
Мајнлојс (њем. Mainleus) град је у њемачкој савезној држави Баварска. Једно је од 22 општинска средишта округа Кулмбах. Према процјени из 2010. у граду је живјело 6.642 становника. Посједује регионалну шифру (AGS) 9477136.

## Географски и демографски подаци
Мајнлојс се налази у савезној држави Баварска у округу Кулмбах. Град се налази на надморској висини од 306 метара. Површина општине износи 49,4 km². У самом граду је, према процјени из 2010. године, живјело 6.642 становника. Просјечна густина становништва износи 134 становника/km².